# Mikrobiologický ústav Akademie věd České republiky
Mikrobiologický ústav AV ČR, v. v. i. (MBÚ), je jedním z ústavů Sekce biologických a lékařských věd Oblasti věd o živé přírodě a chemických věd Akademie věd České republiky.

## Historie
Počátky ústavu lze hledat v roce 1948, kdy Ivan Málek vytvořil na Lékařské fakultě Univerzity Karlovy v Hradci Králové svoji skupinu. Po založení Československé akademie věd v roce 1952 přešel Ivan Málek se svým týmem do nově vzniklého Biologického ústavu ČSAV a stal se jeho prvním ředitelem. 1. ledna 1962 byl ustaven samostatný Mikrobiologický ústav ČSAV, který  do roku 1970 řídil právě Ivan Málek. Roku 1964 se ústav přestěhoval do nového areálu biologických ústavů ČSAV v Praze-Krči. Součástí Mikrobiologického ústavu byla od samého začátku také Oddělení pro výzkum řas (nyní Centrum Algatech) v Třeboni a Laboratoř gnotobiologie v Novém Hrádku.
V první polovině 90. let prošel Mikrobiologický ústav výraznou redukcí. Z původních 540 zaměstnanců v roce 1990 byl jejich počet snížen na 270 v roce 1994. Počet vědeckých pracovníků byl ve stejném období snížen ze 159 na 102.
V souvislostí se zánikem federace se Mikrobiologický ústav stal k 31.12.1992 součástí nově ustavené Akademie věd České republiky. 1. ledna 2007 byla změněna právní forma ústavu ze státní příspěvkové organizace na veřejnou výzkumnou instituci (v. v. i.).
Mikrobiologický ústav AV ČR se stal jedním z členů konsorcia ústavů AV ČR a Univerzity Karlovy začleněných do výstavby výzkumného centra BIOCEV ve Vestci u Prahy. Výstavba centra financovaná z prostředků Evropské unie probíhala v letech 2013 – 2016. BIOCEV v současnosti tvoří jedno z detašovaných pracovišť ústavu.
1. ledna 2016 se k Mikrobiologickému ústavy připojilo Centrum nanobiologie a strukturní biologie v Nových Hradech (dříve součást Centra pro výzkum globální změny AV ČR). 

### Ředitelé ústavu od roku 1993
- Prof. RNDr. Jaroslav Spížek, DrSc.
- Prof. RNDr. Blanka Říhová, DrSc.
- RNDr. Martin Bilej, DrSc.
- ing. Jiří Hašek, CSc.

## Výzkumné zaměření
Mikrobiologický ústav AV ČR, v. v. i. představuje největší pracoviště v České republice, které se komplexně zabývá základním výzkumem mikroorganizmů (bakterií, kvasinek, hub a řas) a imunologie. Pozornost je věnována také jejich praktické využitelnosti v průmyslu či medicíně.
Hlavními obory výzkumu jsou buněčná a molekulární mikrobiologie, genetika a fyziologie mikroorganizmů. K důležitým směrům patří environmentální mikrobiologie, ekotoxikologie a mikrobiální degradace organických polutantů v životním prostředí.

## Pracoviště
Ústav má kromě hlavního pracoviště v Praze-Krči ještě čtyři detašovaná pracoviště:
- Centrum Algatech v Třeboni[6]
- Centrum nanobiologie a strukturní biologie v Nových Hradech[7]
- Centrum BIOCEV ve Vestci[8]
- Laboratoř gnotobiologie v Novém Hrádku[9]

## Další aktivity
- Přednášky na vysokých školách[10]
- Vypracovávání odborných expertíz v oboru[11]
- Služby v oblasti mikrobiologie, jako jsou například produkce a charakterizace rekombinantních antigenů, identifikace bakterií, optimalizace kultivačních postupů, bioinformatické zpracování dat, amplifikace a sekvenace DNA, hmotnostní a kapalinová chromatografie, technologie řasové produkce, vývoj technologie kultivace hub nebo NMR spektroskopie.[11]